# 圣科内克
圣科内克（法語：Saint-Connec，法語發音：[sɛ̃ kɔnɛk]）是法国阿摩尔滨海省的一个市镇，位于该省南部，属于甘冈区。

## 地理
圣科内克（48°10'39"N, 2°55'17"W）面积10.93 平方千米，位于法国布列塔尼大區阿摩尔滨海省，该省份为法国西北部沿海省份，位于布列塔尼半岛北部，北濒大西洋英吉利海峡，西接菲尼斯泰尔省，南至莫尔比昂省，东临伊勒-维莱讷省。
与圣科内克接壤的市镇（或旧市镇、城区）包括：凯尔格里斯特、埃蒙斯图瓦尔、圣卡拉代克、盖莱当。

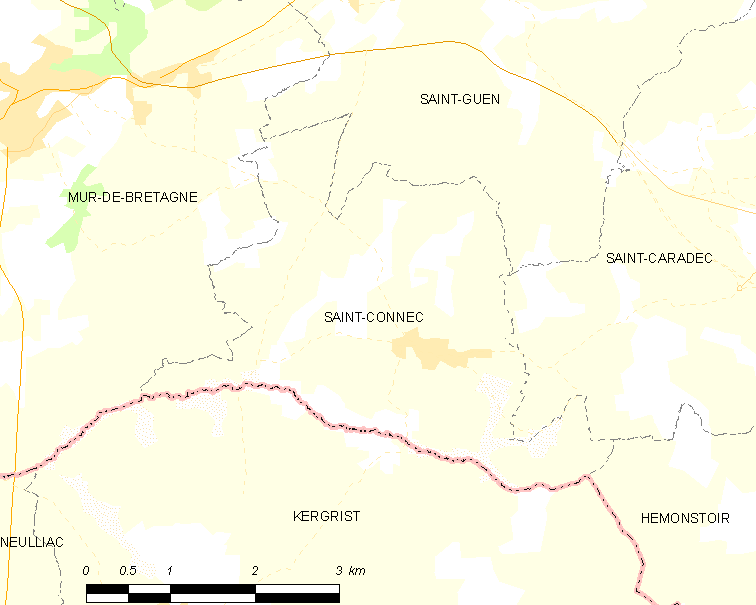
圣科内克的OSM定位图

圣科内克的时区为UTC+01:00、UTC+02:00（夏令时）。

## 行政
圣科内克的邮政编码为22530，INSEE市镇编码为22285。

## 政治
圣科内克所属的省级选区为盖莱当县。

## 人口

1962-2008年间圣科内克人口变化图示

圣科内克于2022年1月1日时的人口数量为258人。